# Strzepowo
Strzepowo (do 1945 niem. Strippow) – wieś sołecka w Polsce położona w województwie zachodniopomorskim, w powiecie koszalińskim, w gminie Będzino.

## Historia
Wzmiankowana w XV wieku, należała do rodziny Kameke. Od 1798 do czasów II wojny światowej własność rodu Blanckenburg. 

## Zabytki
- neogotycki kościół pw. Antoniego Boboli z 1784, posiadający pierwotną formę i wystrój
- ruiny piętrowego neobarokowego pałacu z XIX wieku[3]. Od frontu główne wejście w ryzalicie zwieńczonym falowanym frontonem. Nad oknem balkonowy kartusz z herbem rodziny von Blanckenburg[4].

## Przypisy

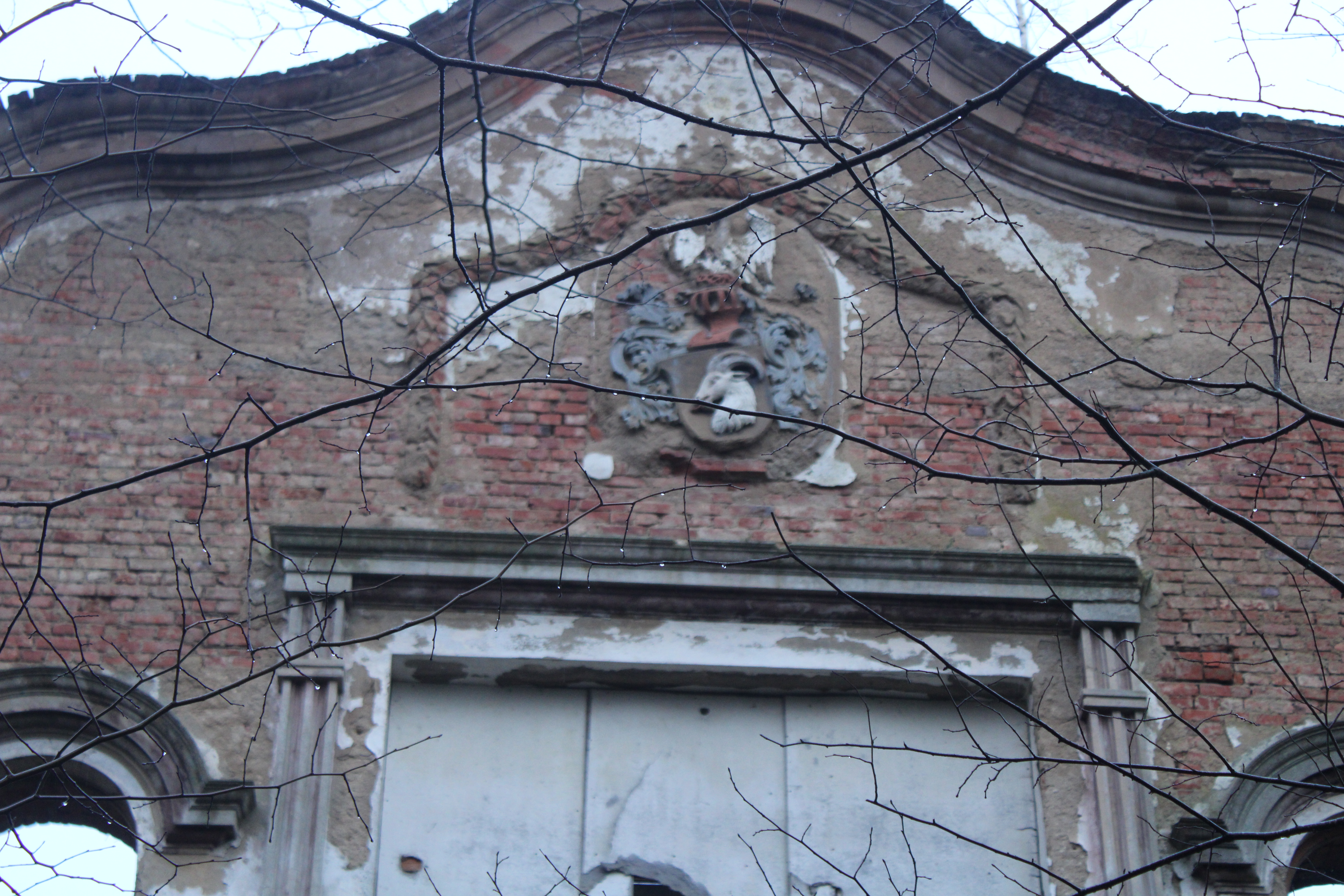
Ryzalit zwieńczonym falowanym frontonem z kartuszem i herbem rodziny von Blanckenburg

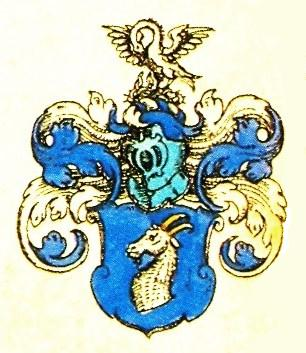
Herb rodziny von Blanckenburg